# Blanus strauchi
Espèce
Synonymes
- Amphisbaena strauchi Bedriaga, 1884
- Blanus bedriagae Boulenger, 1884

Statut de conservation UICN

 LC  : Préoccupation mineure
Blanus strauchi est une espèce d'amphisbènes de la famille des Blanidae.

## Répartition
Cette espèce se rencontre :
- en Turquie en Anatolie ;
- en Syrie ;
- en Irak ;
- en Grèce sur les îles de Cos et de Rhodes ;
- au Liban.

Elle a disparu d'Israël.

## Liste des sous-espèces
Selon The Reptile Database (30 août 2014) :
- Blanus strauchi strauchi (Bedriaga, 1884)
- Blanus strauchi bedriagae Boulenger, 1884

## Taxinomie
La sous-espèce Blanus strauchi aporus a été élevée au rang d'espèce par Sindaco, Kornilios, Sacchi et Lymberakis en 2014.

## Étymologie
Cette espèce est nommée en l'honneur d'Alexander Strauch.

## Publications originales
- Bedriaga, 1884 : Nachträgliche Bemerkung über Amphisbaena strauchi v. Bedr. Zoologische Anzeiger, vol. 7, no 1, p. 346 (texte intégral).
- Boulenger, 1884 : Descriptions of new Species of Reptiles and Batrachians in the British Museum - Part II. Annals and Magazine of Natural History, sér. 5, vol. 13, p. 396-398 (texte intégral).